# هاري ديفييفر
هاري ديفييفر (بالهولندية: Harry Decheiver)‏ مواليد 8 مارس 1970 في ديفينتر لاعب كرة قدم هولندي سابق لعب كمهاجم من عام 1995 إلى عام 1999 في الدوري الالماني لنادي نادي فرايبورغ| فرايبورغ]] وبوروسيا دورتموند.

## روابط خارجية
- هاري ديفييفر على موقع الاتحاد الأوربي (الإنجليزية)
- هاري ديفييفر على موقع قاعدة بيانات كرة القدم.إي يو (الإنجليزية)
- هاري ديفييفر على موقع بيانات كرة القدم. دي إي (الألمانية)
- هاري ديفييفر على موقع عالم كرة القدم.نت (الإنجليزية)